# 1890 w literaturze
Wydarzenia literackie w 1890 roku.

## Nowe książki
- polskie
  - Bolesław Prus – Lalka
  - Jadwiga Łuszczewska – Branki w jasyrze
  - Michał Bałucki – Klub kawalerów
  - Waleria Marrené-Morzkowska – Wśród kąkolu

- zagraniczne
  - Anatole France – Thais
  - Knut Hamsun – Głód (Sult)
  - Octave Mirbeau – Sébastien Roch

## Nowe dramaty
- zagraniczne
  - Henrik Ibsen – Hedda Gabler
  - Maurice Maeterlinck – Intruz (L'intruse)

## Urodzili się
- 9 stycznia
  - Karel Čapek, czeski pisarz (zm. 1938)
  - Kurt Tucholsky, niemiecki pisarz i dziennikarz (zm. 1935)
- 12 stycznia – Johannes Vares, estoński pisarz i polityk (zm. 1946)
- 10 lutego – Boris Pasternak, rosyjski pisarz (zm. 1960)
- 7 kwietnia – Victoria Ocampo, argentyńska eseistka, intelektualistka, wydawca, redaktorka i tłumaczka (zm. 1979)
- 2 maja – E.E. Smith, amerykański pisarz science fiction (zm. 1965)
- 5 maja – Stanisław Baczyński, polski pisarz i krytyk literacki (zm. 1939)
- 15 maja – Ferdynand Goetel, polski prozaik i dramatopisarz (zm. 1960)
- 19 maja – Mário de Sá-Carneiro, portugalski pisarz i poeta (zm. 1916)
- 26 maja – Viola Brothers Shore, amerykańska poetka i prozaiczka (zm. 1970)
- 27 maja – Nell Martin, amerykańska pisarka kryminałów (zm. 1961)
- 25 czerwca – Hans Marchwitza, niemiecki pisarz polskiego pochodzenia (zm. 1965)
- 8 lipca – Walter Hasenclever, niemiecki poeta i dramaturg (zm. 1940)
- 10 lipca  – Wiera Inbier, rosyjska poetka (zm. 1972)
- 11 lipca – Petras Vaičiūnas, litewski poeta i dramaturg (zm. 1959)
- 12 lipca – Anton Kuh, austriacki nowelista, dziennikarz i eseista (zm. 1941)
- 4 sierpnia – Erich Weinert, niemiecki poeta i publicysta (zm. 1953)
- 20 sierpnia – H.P. Lovecraft, amerykański pisarz (zm. 1937)
- 24 sierpnia – Jean Rhys, dominikańska pisarka (zm. 1979)
- 31 sierpnia – August Alle, estoński poeta (zm. 1952)
- 10 września
  - Marie Heiberg, estońska poetka (zm. 1942)
  - Franz Werfel, niemieckojęzyczny pisarz pochodzenia żydowskiego (zm. 1945)
- 15 września – Agatha Christie, angielska pisarka (zm. 1976)
- 17 września – France Bevk, słoweński pisarz, epik i realista (zm. 1970)
- 4 października – Alan L. Hart, amerykański lekarz i powieściopisarz (zm. 1962)
- 5 października – Kasimir Edschmid, niemiecki pisarz ekspresjonistyczny (zm. 1966)
- 2 listopada – Moa Martinson, szwedzka pisarka (zm. 1964)
- 4 listopada – Alfred Henschke, niemiecki dramaturg i poeta (zm. 1928)
- 28 listopada – Kazimierz Czachowski, polski krytyk i historyk literatury (zm. 1948)
- 14 grudnia – Sigurd Hoel, norweski pisarz i wydawca (zm. 1960)

## Zmarli
- 12 stycznia – Olympe Audouard, francuska publicystka, działaczka feministyczna i pisarka (ur. 1832)
- 15 lipca – Gottfried Keller, szwajcarski pisarz i poeta tworzący w języku niemieckim (ur. 1819)
- 2 sierpnia – Louise-Victorine Ackermann, francuska poetka związana z parnasizmem (ur. 1813)
- 9 sierpnia – Eduard von Bauernfeld, austriacki dramatopisarz, poeta, gawędziarz, satyryk (ur. 1802)
- 20 października – Richard Francis Burton, brytyjski żołnierz, dyplomata, lingwista, pisarz, podróżnik i odkrywca (ur. 1821)
- 26 października – Carlo Collodi, włoski pisarz i dziennikarz, twórca postaci Pinokia (ur. 1826)
- 18 grudnia – Grigorij Danilewski, ukraińsko-rosyjski pisarz, urzędnik państwowy i tłumacz (ur. 1829)
- 29 grudnia – Octave Feuillet,  francuski powieściopisarz, dramaturg, dziennikarz i bibliotekarz (ur. 1821)
- Samuel Josef Fünn, żydowski pisarz, publicysta i historyk (ur. 1818)